# 許文龍 (明朝)
許文龍（？—1646年5月22日），字雲樓，江西南昌府寧州人，南明軍事人物。

## 生平
許文龍是諸生出身，懂得兵法、曆象和術數，南昌失陷時他和張猶龍、曾嗣宗在寧州起兵，何騰蛟授與他監紀同知，並不理會清朝將領金聲桓的招撫。隆武元年（1645年）八月，他驅逐清朝寧州道宋某收復城池，出屯奉鄉，永寧王朱由𣚅權擢他為監軍副使。十月時他駐在寧州，很快當地幾乎失陷，降將吳勝引出葛某攻打奉新，他在上坑嶺設置火槍埋伏，命張猶龍外出誘敵，邊戰邊走，讓敵人中伏，殺死吳勝部下百多人。葛某到南昌尋求支援，再次圍攻奉新，他困守該處三個月。隆武二年（1646年）正月，黃鍾奉何騰蛟命令聯同他張用吉、劉天楚及守備張京才自奉新再次收復寧州、瑞昌、武寧，義師達人數達萬人，從靖安走至奉新。四月時，劉震木和部隊數萬人自武寧屯駐九仙蕩，聲言攻打南昌，但未行動就回到寧州，於是寧州再次失陷，四月甲申（5月22日），許文龍因糧食耗盡走入劉陽界首寨，葛某隨後追趕，張猶龍逃走，許文龍被擒拿到南昌。金聲桓對他說：「好漢如今這樣？」他大聲說：「定興同事，一定不會苟且偷生。」金聲桓怒而殺死他。